# Akkin
akkin（アッキン、1973年12月19日 - ）は、日本のギタリスト、音楽プロデューサー、ソングライター、編曲家、スタジオ・ミュージシャン。群馬県高崎市出身。元ハートバザール、ジェット機、myuuRyのギタリスト。本名は鈴木 玲史（すずき あきひと）。

## 来歴・人物
1997年、ハートバザール結成。
1999年にインディーズよりハートバザールのミニアルバム『バオバブ』をリリース。そのレコーディングに参加した椎名林檎の1stアルバム『無罪モラトリアム』にギタリストとして参加する。
2000年、ハートバザールで東芝EMIよりメジャー・デビュー（2002年解散）。2003年9月、ジェット機でトイズファクトリーよりデビュー（2008年解散）。バンド活動をするかたわら、様々なアーティストのプロデュース、サポートギタリストとしての活動も始める。ハートバザール解散後は主にakkin（アッキン）名義で活動する。
2008年からONE OK ROCKの音楽プロデュースを手掛け、2015年発売のアルバム『35xxxv』ではメンバーと共に渡米し、ロサンジェルスでレコーディングを行う。その他、MAN WITH A MISSION、FTISLAND、FUZZY CONTROL、Aqua Timez、MAGIC OF LiFE、ROOKiEZ is PUNK'Dなどのバンドから、阿部真央、LiSA、矢井田瞳、木村カエラなどの女性アーティストまで幅広く楽曲提供、編曲、プロデュースを手掛けている。サポートギタリストとして椎名林檎、ゆず、MCU、山田タマルなどのレコーディングに参加、ツアーではYUKI、コブクロ、ななみ、宮田和弥等にも参加。2017年、活動を再開した175Rの約7年ぶりのフルアルバム『GET UP YOUTH!』を共同プロデュース。 

## 主な活動

### 音楽プロデュース・編曲
- Aqua Timez
- 阿部真央
- 175R
- 伊東歌詞太郎
- FTISLAND
- カネヨリマサル
- GOLLBETTY
- G-YUN（元GOLLBETTYボーカル）
- 崎山蒼志
- sympathy
- Jupiter
- JUN SKY WALKER(S)
- 鈴木愛理
- Draft King
- Nothing's Carved In Stone
- ななみ
- FUZZY CONTROL
- 04 Limited Sazabys
- MAGIC OF LiFE
- MAN WITH A MISSION
- 矢井田瞳
- 山下智久
- Raptor 9
- LiSA
- Lenny code fiction
- miwa
- ROOKiEZ is PUNK'D
- Rootless
- ONE OK ROCK
- 結束バンド（ぼっち・ざ・ろっく!劇中バンド）[5]
- SICK HACK（ぼっち・ざ・ろっく!劇中バンド）[6]

### 楽曲提供
- MCU「クレイジービーンズ」（アルバム『A Peacetime MCU』収録）
- 木村カエラ 「weak」（アルバム『KAELA』収録）
- CLUTCHO「unworldly men」（シングル「ロックンロール・ガールフレンド」収録）

### ライブサポート、レコーディング
- 上田健司
- MCU
- 結束バンド[7][8]
- コブクロ
- 椎名林檎
- Jungle Smile
  - 高木郁乃（元Jungle Smileボーカル）
- TETSUYA
- ななみ
- 三上ちさこ
- 宮田和弥
- 小泉今日子
- 山田タマル
- YUKI
- ゆず

## 出演

### 映像作品
- 椎名林檎 - 映像作品集「性的ヒーリング〜其ノ壱〜」（1999年）

### ミュージック・ビデオ
- 椎名林檎 - シングル「ここでキスして。」（1999年）